# Cariño FM
Cariño FM fue una estación radial chilena ubicada en el 104.9 MHz del dial FM en Santiago de Chile. Inició sus transmisiones el lunes 1 de marzo de 2007 en reemplazo de la desaparecida Radio Nina y que acabó el 1 de octubre de 2008. Su directora fue Anita Holuigue Barros y su director de programación, Mariano Pérez. También se transmitió vía internet en el resto del país y en todo el mundo.
La radioemisora tenía una línea musical dirigida a la mujer dueña de casa, con programación en vivo de lunes a viernes, con destacados comunicadores, todos rostros de la televisión chilena como Claudia Sáez, Rafael Araneda, Krishna de Caso, Jennifer Warner, Patricio Frez y Andrea Molina.
Hasta el 31 de diciembre de 2007 ocupó también la frecuencia 1330 de amplitud modulada, dando paso luego a La Perla del Dial.
El 1 de octubre de 2008, Cariño FM deja de transmitir para dar paso a un nuevo proyecto radial llamado Radio Disney (desde el 9 de noviembre de 2020 Radio Paula). Sus frecuencias de regiones fueron reemplazadas por Radio Carolina. 

## Frecuencias anteriores
- 90.3 MHz (Arica); hoy Radio Carolina, sin relación con Grupo Dial.
- 91.3 MHz (Iquique); hoy Radio Carolina, sin relación con Grupo Dial.
- 107.3 MHz (La Serena/Coquimbo); desde el 29 de junio de 2008 hasta el 10 de junio de 2014, Radio Carolina, sin relación con Grupo Dial, hoy disponible sólo para radios comunitarias.
- 104.9 MHz y 1330 kHz (Santiago); hoy Radio Colo Colo en ambas frecuencias, sin relación con Grupo Dial.
- 106.3 MHz (Temuco); hoy Radio Carolina, sin relación con Grupo Dial.

## Curiosidades
El dial 1330 kHz en Santiago ha sido escenario de las siguientes radios:
- Radio Metropolitana, diciembre de 1989 - julio de 2003
- Radio Nina, agosto de 2003 - 29 de diciembre de 2006
- Cariño FM, 1 de marzo de 2007 - 31 de diciembre de 2007
- La Perla del Dial, 1 de enero de 2008 - 31 de septiembre de 2008
- La Mexicana Radio, 1 de octubre de 2008 - 30 de abril de 2009
- Romance, Baladas y Boleros, 1 de mayo de 2009 - 7 de agosto de 2009
- Radio Vida Nueva AM, agosto de 2009 - enero de 2010
- La Mexicana Radio, febrero de 2010 - 30 de abril de 2012
- Radio Volver, junio de 2012 - presente

El dial 104.9 FM en Santiago ha sido escenario de las siguientes radios:
- Nina FM, 25 de mayo de 1990 - 29 de diciembre de 2006
- Cariño FM, 1 de marzo de 2007 - 1 de octubre de 2008
- Disney FM 1 de octubre de 2008-8 de noviembre de 2020
- Radio Paula 9 de noviembre de 2020-8 de junio de 2021
- Radio Colo Colo 8 de junio de 2021-25 de abril de 2025
- Amor FM 26 de abril de 2025-presente

- Datos: Q5749259